# Olympische Sommerspiele 2024/Radsport – Mountainbike (Frauen)
Das Mountainbike-Rennen der Frauen bei den Olympischen Spielen 2024 in Paris fand am 28. Juli statt. Es wurde nach den Regeln für Cross-Country XCO ausgetragen.
Der Parcours war speziell für diese Spiele auf der Colline d’Élancourt im westlichen Umland von Paris angelegt worden. Der Parcours, auf dem sieben Runden gefahren wurden, war 4,4 km lang und wies 110 Höhenmeter an Steigungen auf.

## Ereignisse im Vorfeld
Im September 2023 fand auf dem Gelände ein als Testlauf gedachtes Mountainbikerennen der Weltspitze statt, das Loana Lecomte gewann.
Die Qualifikation für diesen Wettbewerb richtete sich hauptsächlich nach der Nationen-Weltrangliste sowie den Ergebnissen der Mountainbike-Weltmeisterschaften 2023 und der kontinentalen Meisterschaften desselben Jahres. Eine Wildcard wurde an die Ruanderin Jazilla Mwamikazi vergeben.
Die Schweizerin Jolanda Neff musste aus gesundheitlichen Gründen auf den Start verzichten und wurde durch Sina Frei ersetzt. Mehrere prominente Teilnehmer kritisierten den Parcours im Vorfeld als zu künstlich und äußerten Sorge über die Menge losen Schotters.

## Rennverlauf
Das Rennen fand bei guten äußeren Bedingungen statt. In der ersten Runde bildete sich schnell eine Spitzengruppe aus Laura Stigger, Pauline Ferrand-Prévot, Puck Pieterse und Loana Lecomte. Zu Beginn der zweiten Runde attackierte Ferrand-Prévot und baute ihren Vorsprung in der Folge kontinuierlich aus. Pieterse und Lecomte lieferten sich einen Kampf um den zweiten Platz, in dem Lecomte nach und nach zurückfiel. In der vierten Runde stürzte sie schwer und musste ins Krankenhaus gebracht werden. Pieterse ihrerseits hatte in der fünften Runde eine Reifenpanne und fiel aussichtslos zurück. Der Kampf um die verbliebenen Medaillen fand nunmehr zwischen  Haley Batten und Jenny Rissveds statt.
Ferrand-Prévot, die 2016 und 2021 ihrer Favoritenrolle nicht hatte gerecht werden können, gewann mit rund drei Minuten Vorsprung und wurde vom Heimpublikum gefeiert. Batten konnte sich auf der letzten Runde einen kleinen Vorsprung vor Rissveds erarbeiten und brachte diesen für die Silbermedaille ins Ziel. Pieterse hatte sich noch auf 20 Sekunden an die beiden vorarbeiten können, ging aber leer aus.
Die Jury beriet nach der Siegerehrung noch anderthalb Stunden über ein regelwidriges Verhalten der Silbermedaillengewinnerin Haley Batten; sie hatte in der letzten Runde bei knappem Vorsprung auf Rissveds den Materialposten durchfahren, was nur zur Inanspruchnahme technischer Hilfe oder zur Nahrungsaufnahme gestattet ist. Die Jury entschied letztlich, ihr lediglich eine Geldstrafe zuzumessen.

## Ergebnis
28. Juli 2024, Start: 14:10 Uhr
| Rang                 | Name                   | Nation             | Zeit        |
| -------------------- | ---------------------- | ------------------ | ----------- |
| 1                    | Pauline Ferrand-Prévot | Frankreich         | 1:26:02 h   |
| 2                    | Haley Batten           | Vereinigte Staaten | + 2:57 min  |
| 3                    | Jenny Rissveds         | Schweden           | + 3:02 min  |
| 4                    | Puck Pieterse          | Niederlande        | + 3:23 min  |
| 5                    | Evie Richards          | Großbritannien     | + 3:27 min  |
| 6                    | Laura Stigger          | Österreich         | + 4:13 min  |
| 7                    | Alessandra Keller      | Schweiz            | + 4:41 min  |
| 8                    | Samara Maxwell         | Neuseeland         | + 4:41 min  |
| 9                    | Anne Terpstra          | Niederlande        | + 5:33 min  |
| 10                   | Kata Blanka Vas        | Ungarn             | + 5:40 min  |
| 11                   | Chiara Teocchi         | Italien            | + 5:50 min  |
| 12                   | Savilia Blunk          | Vereinigte Staaten | + 5:50 min  |
| 13                   | Rebecca Henderson      | Australien         | + 6:42 min  |
| 14                   | Martina Berta          | Italien            | + 6:48 min  |
| 15                   | Caroline Bohé          | Dänemark           | + 7:09 min  |
| 16                   | Nina Benz              | Deutschland        | + 7:41 min  |
| 17                   | Isabella Holmgren      | Kanada             | + 7:41 min  |
| 18                   | Mona Mitterwallner     | Österreich         | + 8:42 min  |
| 19                   | Janika Lõiv            | Estland            | + 9:03 min  |
| 20                   | Candice Lill           | Südafrika          | + 9:31 min  |
| 21                   | Sina Frei              | Schweiz            | + 9:32 min  |
| 22                   | Wu Zhifan              | China              | + 10:05 min |
| 23                   | Ella Maclean-Howell    | Großbritannien     | + 10:24 min |
| 24                   | Sofie Heby Pedersen    | Dänemark           | LAP (−1)    |
| 25                   | Emeline Detilleux      | Belgien            | LAP (−1)    |
| 26                   | Jana Belomoina         | Ukraine            | LAP (−1)    |
| 27                   | Paula Gorycka          | Polen              | LAP (−2)    |
| 28                   | Raiza Goulão           | Brasilien          | LAP (−2)    |
| 29                   | Raquel Queirós         | Portugal           | LAP (−2)    |
| 30                   | Tanja Žakelj           | Slowenien          | LAP (−2)    |
| 31                   | Adéla Holubová         | Tschechien         | LAP (−2)    |
| 32                   | Urara Kawaguchi        | Japan              | LAP (−3)    |
| 33                   | Monserrath Rodríguez   | Mexiko             | LAP (−4)    |
| 34                   | Jazilla Mwamikazi      | Ruanda             | LAP (−5)    |
| Nicht in der Wertung |                        |                    |             |
| —                    | Loana Lecomte          | Frankreich         | DNF         |
| —                    | Aurélie Halbwachs      | Mauritius          | DNF         |